# Basine de Thuringe
Pour les articles homonymes, voir Basine et Thuringe (homonymie).
Titre
Reine des Francs saliens
Basine (en latin Basina) est une princesse de la ligue des Thuringes, puis une reine des Francs saliens par son mariage avec Childéric Ier. Elle est la mère de Clovis Ier.

## Biographie
Le premier historien à mentionner la reine Basine est l'évêque Grégoire de Tours qui raconte :

« Childéric, roi des Francs, s’abandonna à une honteuse luxure, déshonorant les femmes de ses sujets. Ceux-ci, s’indignant de cet outrage, le détrônèrent (457). Ayant découvert qu’on en voulait même à sa vie, il se réfugia dans la Thuringe, laissant dans son pays un homme qui lui était attaché pour qu’il apaisât, par de douces paroles, les esprits furieux. Il lui donna aussi un signe pour qu’il lui fît connaître quand il serait temps de retourner dans sa patrie, c’est-à-dire qu’ils divisèrent en deux une pièce d’or, que Childéric en emporta une moitié, et que son ami garda l’autre, disant : Quand je vous enverrai cette moitié, et que les deux parties réunies formeront la pièce entière, vous pourrez revenir en toute sûreté dans votre patrie. Étant donc passé dans la Thuringe, Childéric se réfugia chez le roi Basin et sa femme Basine. Les Francs, après l’avoir détrôné, élurent pour roi, d’une voix unanime, Ægidius qui, ainsi que nous l’avons dit plus haut, avait été envoyé par la république romaine comme maître de la milice. Celui-ci était déjà dans la huitième année de son règne lorsque le fidèle ami de Childéric, ayant secrètement apaisé les Francs, envoya à son prince des messagers pour lui remettre la moitié de la pièce qu’il avait gardée. Celui-ci, voyant par cet indice certain que les Francs désiraient son retour, et qu’ils le priaient eux-mêmes de revenir, quitta la Thuringe, et fut rétabli sur son trône. Tandis qu’il régnait, Basine, dont nous avons parlé plus haut, abandonna son mari pour venir auprès de Childéric. Comme il lui demandait avec empressement par quel motif elle venait d’un pays si éloigné, on dit qu’elle répondit : J’ai reconnu ton mérite et ton grand courage ; je suis venue pour rester avec toi : sache que si j’avais connu, dans des régions au-delà des mers, un homme plus méritant que toi, j’aurais désiré d’habiter avec lui. Celui-ci, enchanté, l’épousa. Il en eut un fils qu’on appela du nom de Clovis. Ce fut un grand prince et un redoutable guerrier. »

Un roi de Thuringe appelé Basin a existé mais rien ne permet d'affirmer que Basine fut son épouse. Ce roi a eu un successeur homonyme dont on ne sait pas s'il fut son fils.
De ce chapitre de Grégoire de Tours, Godefroid Kurth estime que tout ce que l'on peut en retenir est que Childéric a épousé une Thuringienne du nom de Basine, et que tout le reste relève du récit populaire. Basine correspondrait au prototype littéraire de ces femmes amoureuses qui, dans les chansons de Geste, vont se jeter sans façon dans les bras d'un héros étranger.

## Tombeau de Childéric et de Basine?
L'inventaire du tombeau du roi Childéric permet de distinguer trois sous-ensembles : l'armement et les accessoires vestimentaires de Childéric lui-même, des pièces de harnachement de cheval; une présence féminine qui pourrait être celle de sa femme Basine. On a en effet découvert une calotte crânienne de petite taille et quelques parures féminines, notamment une boule de cristal de roche probablement utilisée en pendentif. Le faible nombre d'objets féminins retrouvés justifie les doutes suscités par cette hypothèse. Toutefois, le site n'a pas été à l'abri de pillages antérieurs à la découverte du tombeau et il a fait l'objet d'une fouille insuffisante.
Ce qui est certain par contre, c'est la présence dans la tombe d'influences germaniques et danubiennes : pompe funéraire, association du tombeau avec des fosses à chevaux situées à proximité; grand nombre d'objets d'orfèvrerie cloisonnés de grenats; bijoux en forme d'abeilles dont la symbolique, selon Michel Rouche, serait à rechercher en Thuringe.
Ces éléments montrent l'existence d'un lien entre le roi Childéric et l'Europe danubienne. Ils peuvent s'expliquer par le séjour de Childéric en Thuringe rapporté par Grégoire de Tours dans le passage sus-mentionné et par son mariage avec une femme thuringienne.

## Postérité

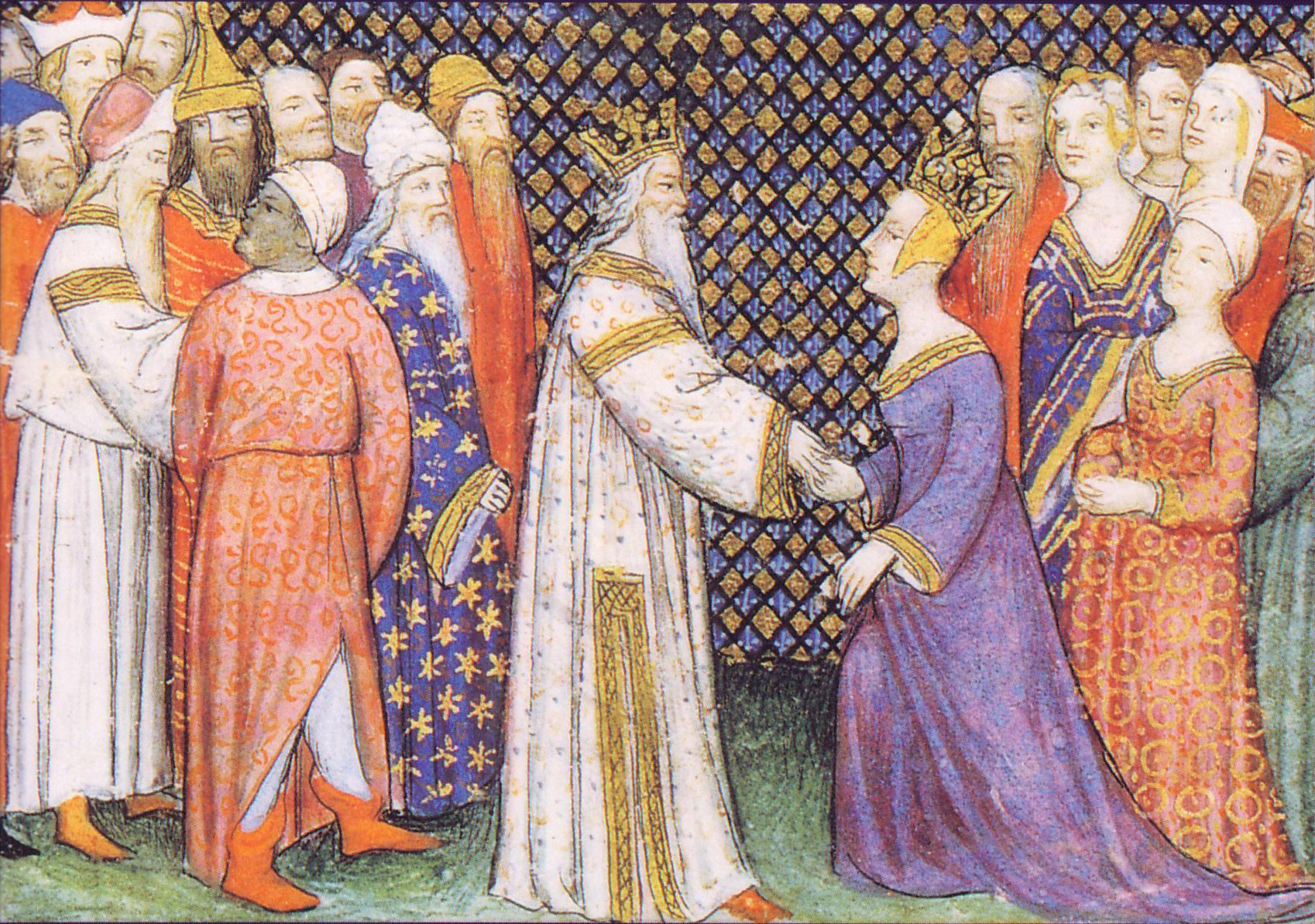
Le couronnement de Childéric et de la reine Basine. Les chroniques de France dites les chroniques de Saint-Denis. Musée Condé, Chantilly.

De son mariage avec Childéric, Basine a donné naissance à :
- Clovis Ier (v.466 † 511), roi des Francs ;
- Alboflède ou Albofledis, baptisée en même temps que son frère, devient religieuse mais meurt peu après[8] ;
- Lantilde ou Landechildis, mentionnée brièvement par Grégoire de Tours quand elle reçoit le baptême en même temps que son frère[9] ;
- Audoflède ou Audofledis, mariée en 492 à Théodoric le Grand, roi des Ostrogoths d'Italie[10].

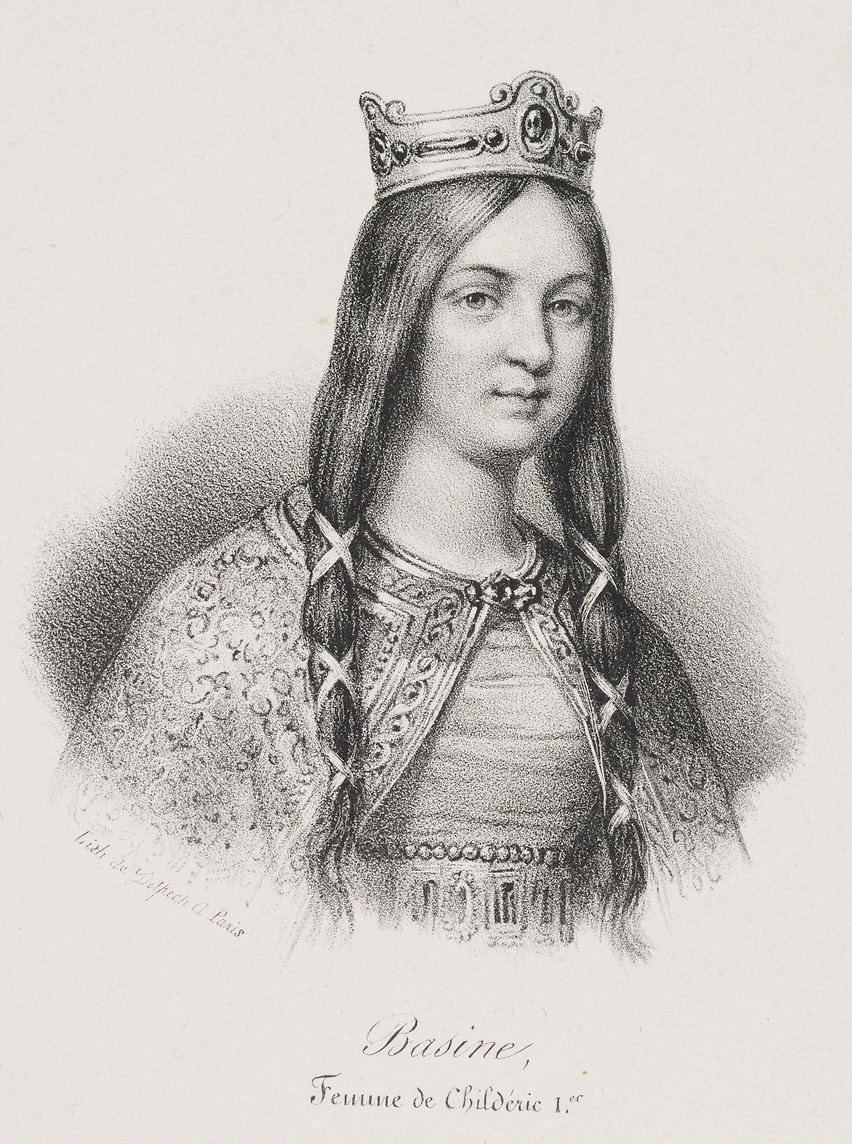
Portrait imaginaire de Basine au début du XIXe siècle par François Delpech.

## La légende des visions de Basine

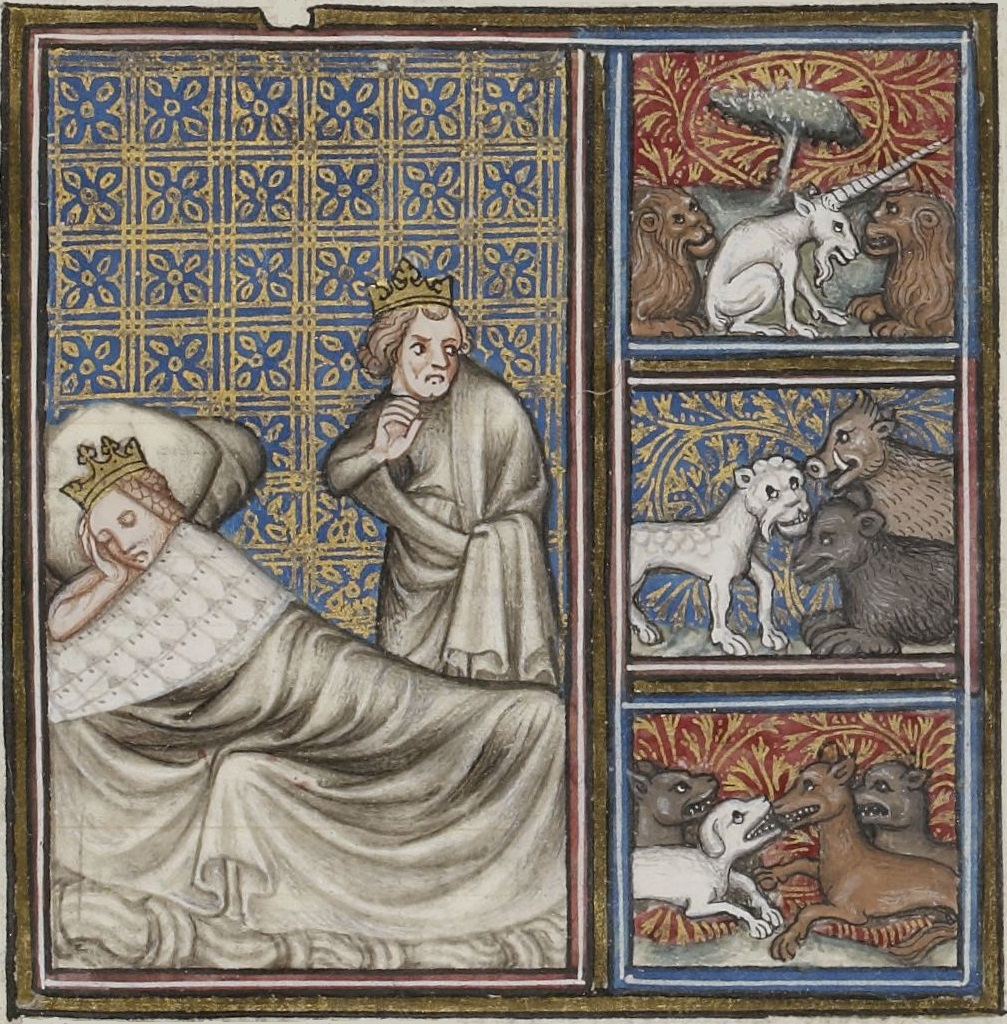
« Visions de Childéric Ier et de la reine Basine ».
Grandes Chroniques de France de Charles V, Paris, XIVe siècle (FR 2813, fol. 7v).

Dans sa Chronique, Frédégaire raconte que, lors de leur nuit de noces, Basine aurait demandé à Childéric de regarder par la fenêtre et de dire ce qu'il voyait.

« Childéric dit : « Je vois un lion avec une licorne et des animaux sujets qui sont très heureux et qui respectent le lion. »
Basine lui répondit : « Retourne à la fenêtre, que vois-tu ? »

Childéric dit : « Je vois un ours et un léopard et des chacals qui leur mordent les pattes et des sujets qui baissent la tête et ne font plus la fête. » 

Basine lui demande : « Que vois-tu maintenant ? »

Childéric dit : « Je vois des chacals des chiens et des vautours qui se battent et des sujets malheureux ! » 

Au matin de la nuit de noces, Basine lui révéla la signification des visions qu'il avait eu : « Tu auras un fils, il s’appellera Clovis. Il sera puissant, il fera un grand royaume où il sera respecté, où les gens se respecteront et seront heureux. Puis viendront ses descendants qui essayeront de maintenir les règles mais de mauvaises gens chercheront à leur voler le pouvoir, puis des chiens, des chacals et des vautours cupides se battront pour avoir le pouvoir et les sujets seront malheureux. » »

Les visions de la reine, pour légendaires qu'elles soient, ont inspiré la composition de nombreuses miniatures médiévales, notamment celle des Grandes Chroniques de France de Charles V, reproduite ci-contre.